# Jarnac
Jarnac là một xã của tỉnh Charente, thuộc vùng Nouvelle-Aquitaine, tây nam nước Pháp.

## Sister cities
Jarnac is paired with:
- Dalkeith, Scotland
- Lautertal, Germany
- Donnacona, Quebec, Canada
- Dogliani, Italy

## Gallery

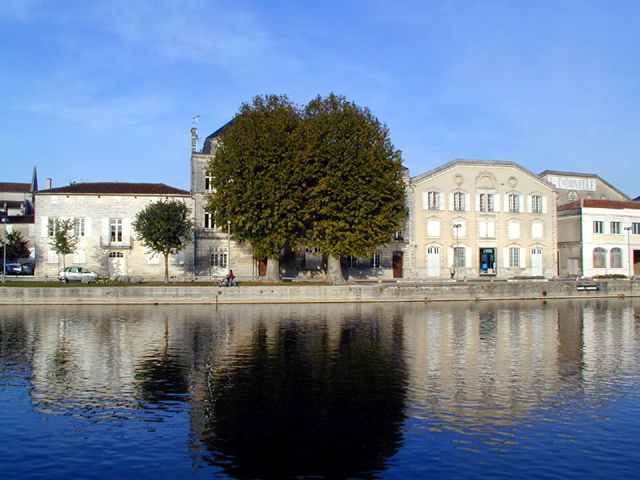
le Musée Mitterrand
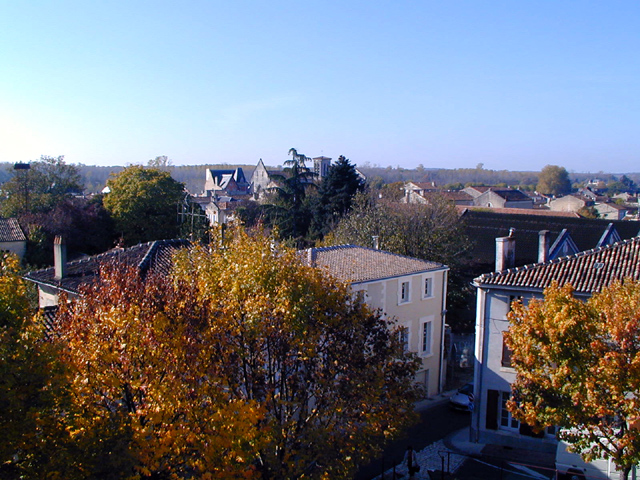
Église Saint-Pierre depuis la mairie
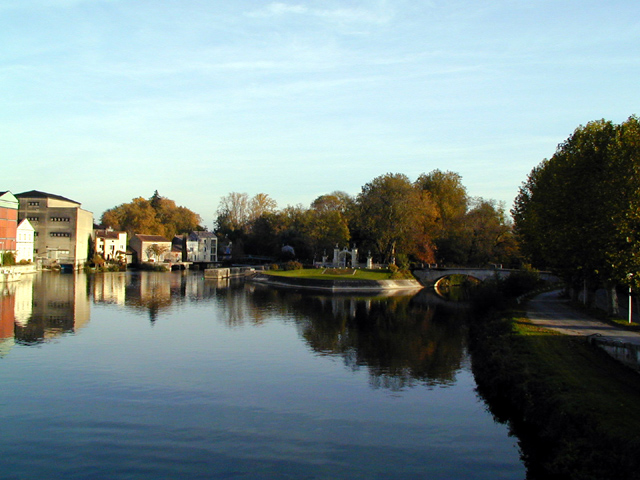
le Parc, les Moulins, l'Écluse
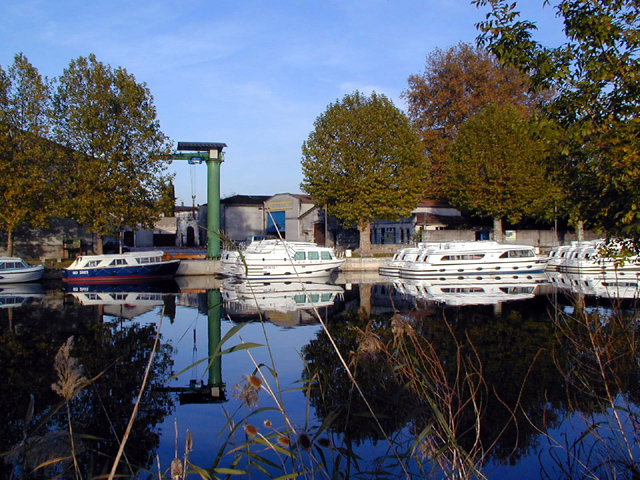
le Port Gros-Jean
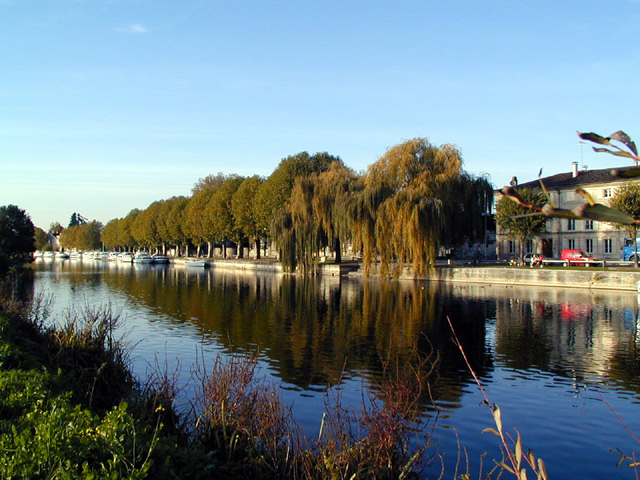
La Fontbadant
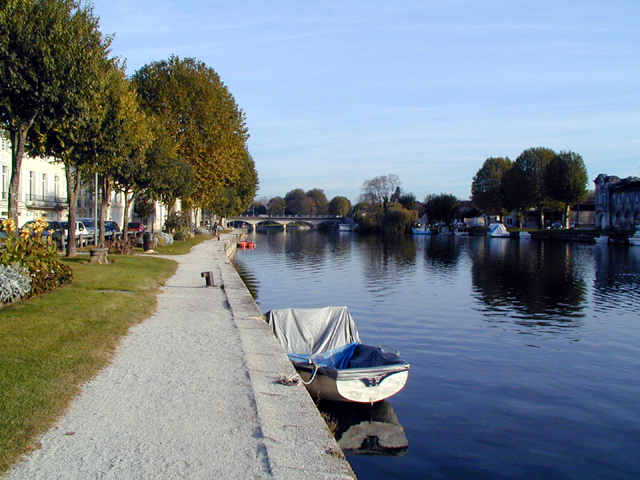
le grand pont sur la Charente
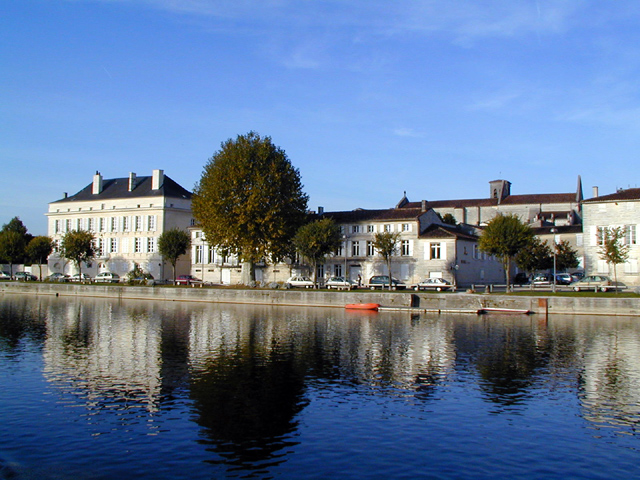
le Quai de l'Orangerie
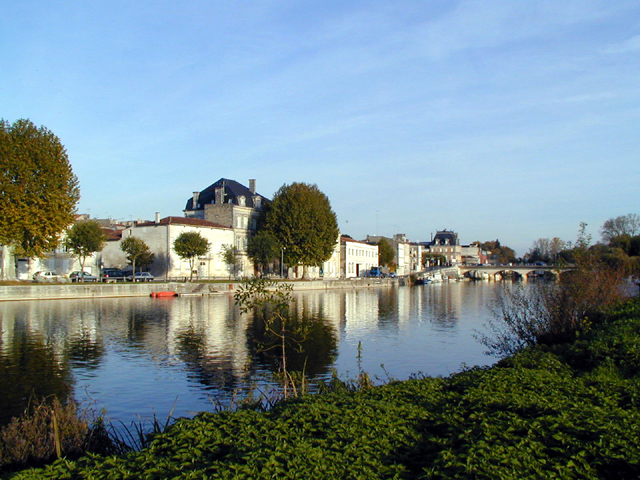
le Quai de l'Orangerie et le pont